# Central City (Nebraska)
Central City és una població dels Estats Units a l'estat de Nebraska. Segons el cens del 2000 tenia 2.998 habitants.

## Demografia
Segons el cens del 2000, Central City tenia 2.998 habitants, 1.212 habitatges, i 812 famílies. La densitat de població era de 581,7 habitants per km².
Dels 1.212 habitatges en un 31,6% hi vivien nens de menys de 18 anys, en un 53,9% hi vivien parelles casades, en un 8,7% dones solteres, i en un 33% no eren unitats familiars. En el 30,4% dels habitatges hi vivien persones soles el 16,9% de les quals corresponia a persones de 65 anys o més que vivien soles. El nombre mitjà de persones vivint en cada habitatge era de 2,4 i el nombre mitjà de persones que vivien en cada família era de 2,96.
Per edats la població es repartia de la següent manera: un 26,5% tenia menys de 18 anys, un 6,7% entre 18 i 24, un 23,2% entre 25 i 44, un 22,4% de 45 a 60 i un 21,2% 65 anys o més.
L'edat mediana era de 40 anys. Per cada 100 dones de 18 o més anys hi havia 2 homes.
La renda mediana per habitatge era de 50.000 $ i la renda mediana per família de 39.118 $. Els homes tenien una renda mediana de 27.250 $ mentre que les dones 19.750 $. La renda per capita de la població era de 16.943 $. Aproximadament el 6,3% de les famílies i el 8,2% de la població estaven per davall del llindar de pobresa.

## Poblacions més properes
El següent diagrama mostra les poblacions més properes.